# Distrito Escolar de Palmdale
El Distrito Escolar de Palmdale (Palmdale School District, PSD) es un distrito escolar de California, Estados Unidos. Tiene su sede en Palmdale. PSD, con una superficie de más de 75 millas cuadradas, gestiona escuelas primarias y medias. PSD, es el distrito escolar cuarta más grande en California que gestiona escuelas primarias y medias solamente. Tiene más de 21.400 estudiantes.